# Pierre Guillemin
Pour les articles homonymes, voir Guillemin.
Jean Félix Pierre Guillemin, dit Pierre Guillemin, est un joueur international français de rugby à XV, mort pour la France (MPF) durant la Grande Guerre.

## Biographie
Pierre Guillemin est né le 14 juin 1886 à Fallowfield en Angleterre. Après des études au Lycée Janson-de-Sailly et à l'École nationale supérieure des arts décoratifs à Paris, il devient architecte. 

## Carrière internationale
Pierre Guillemin est joueur de rugby au Racing Club de France, équipe avec laquelle il sera vice-champion de France en 1912 (défaite en finale face au Stade toulousain). Il compte onze capes en équipe de France entre 1908 et 1911, au poste de pilier. Il participe à la première victoire de la France dans un match officiel, face à l'Écosse le 2 janvier 1911 (victoire 16 à 15). Il est l’auteur d’un essai contre l'Irlande le 27 mars 1910.

## Participation à la Première Guerre mondiale et mort
Inscrit sous le matricule N°135  à Bernay (Eure) comme engagé volontaire en octobre 1905 pour trois ans, Pierre Guillemin est mis en congé un an plus tard pour poursuivre ses études. Il passe dans la réserve d’active avec le grade de sergent en octobre 1908. Il est rappelé dès août 1914 dans le 224e régiment d’infanterie. Il est promu au grade de sous-lieutenant (JO du 30 janvier 1915). Engagé dans la bataille de l’Artois, il tombe au champ d’honneur au cours de l’attaque du Labyrinthe le 4 avril 1915 à Neuville-Saint-Vaast (Pas-de-Calais).

## Palmarès
- Onze sélections en équipe de France, dont quatre matches officiels préliminaires au Tournoi des Cinq Nations face aux Britanniques en 1908 et 1909, et sept matches dans le Tournoi des Cinq Nations en 1910 et en 1911 (La France n'est admise officiellement dans le Tournoi qu'à partir de 1910).
- Vainqueur de l'Écosse en 1911 à Paris.
- Vice-champion de France en 1912 avec le Racing club de France.